# Furcifer bifidus
A Furcifer bifidus a hüllők (Reptilia) osztályának pikkelyes hüllők (Squamata) rendjébe, ezen belül a kaméleonfélék (Chamaeleonidae) családjába tartozó faj.

## Neve
Az állatot legelőször 1800-ban, Alexandre Brongniart francia vegyész, ásványkutató és zoológus írta le, illetve nevezte meg.

## Előfordulása
A Furcifer bifidus Madagaszkár endemikus kaméleonfaja. Az előfordulási területe az ország keleti részén van. Főbb állományai a Mangoro-folyó mellett, a Daraina község közelében, valamint a Marojejy Nemzeti Parkban találhatók meg. Akár 700 méteres tengerszint feletti magasságba is felhatol.
A Természetvédelmi Világszövetség (IUCN) nem fenyegetett fajként tartja számon ezt a kaméleonfajt. Ez a nemzetközi szervezet, körülbelül 56 589 négyzetkilométeresre becsüli e faj elterjedési területét. A szóban forgó kaméleont két emberi tevékenység veszélyezteti, a fakitermelés és az erdőégetéses mezőgazdaság. Emiatt védelem alatt áll.

## További információk

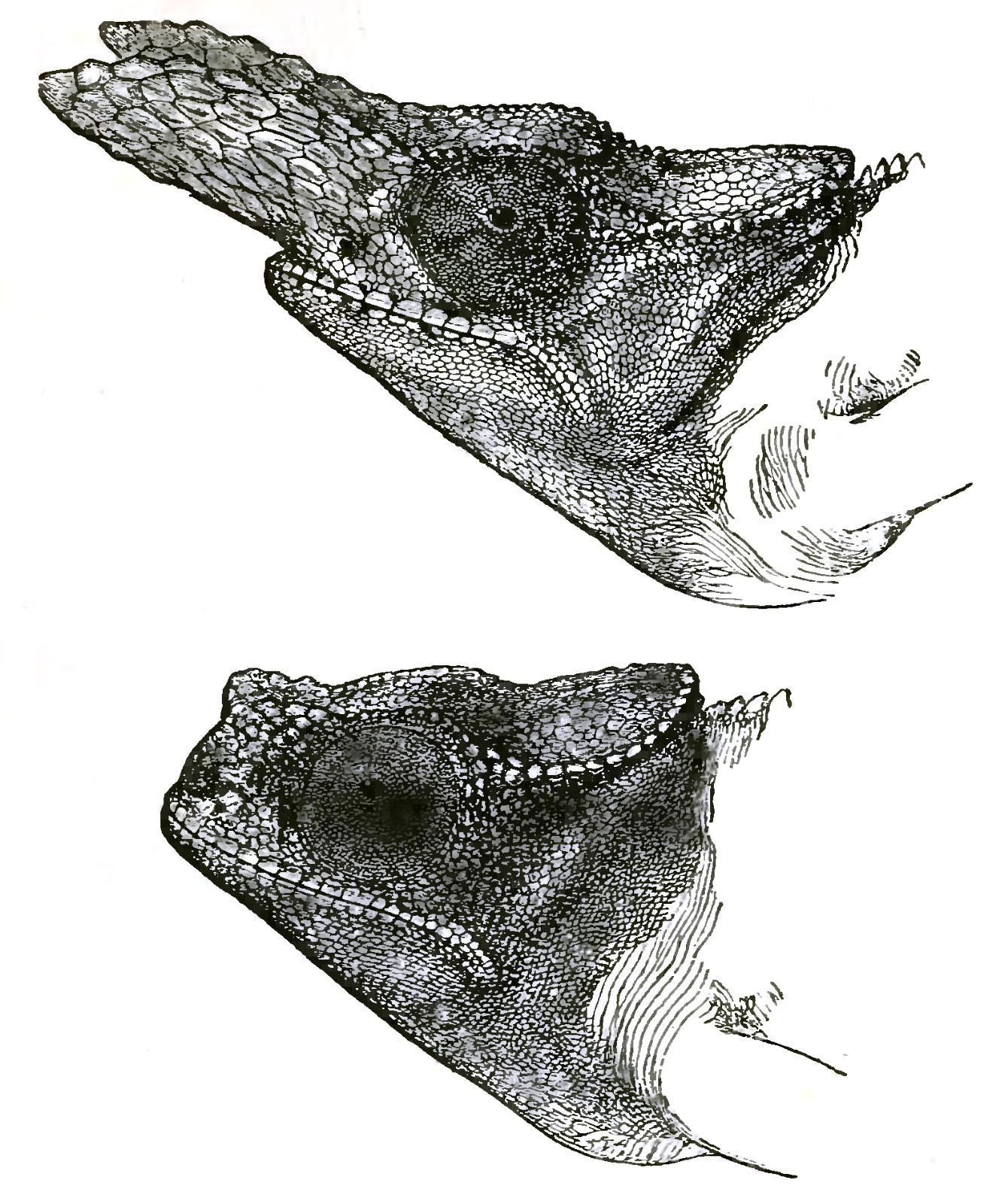
Régi rajz egy hím (felül) és egy nőstény (alul) fejéről

## Fordítás
- Ez a szócikk részben vagy egészben  a   Furcifer bifidus című angol Wikipédia-szócikk ezen változatának fordításán alapul.  Az eredeti cikk szerkesztőit annak laptörténete sorolja fel. Ez a jelzés csupán a megfogalmazás eredetét és a szerzői jogokat jelzi, nem szolgál a cikkben szereplő információk forrásmegjelöléseként.